# Stadsmätare
Stadsmätare kallades de i städerna tillsatta betjänte, som var anställda för officiell mätning av torra varor, då sådan av köpare eller säljare begärdes, enligt särskilt stadgade taxor. I Stockholm fastställdes dessa vart fjärde år av stadsfullmäktige.
I de medeltida städerna och långt senare var på grund av de invecklade och divergerande måttsystemen mätarnas bemedling nödvändig och lagstadgad vid köp mellan borgare och de främmande. Stadslagens konungabalk (kapitel 16) stadgar, att varje stad skall ha sina justerade målkärl, i Stockholms ämbetsbok är under 1400-talet (från 1444) införda namnen på de särskilt anställda vräkarna eller mätarna av ved, bräder, fisk, lin, hampa och allehanda tunnegods, edsvurna mätare omtalas i Stockholms stads av Johan III 1575 konfirmerade gamla statuter, och i ämbetsboken är åter 1618 införda namnen på saltmätare och 1636 på kalkmätare. Efter skråmönster organiserades senare under 1600-talet i två olika lag salt- och spannmålsmätare samt kalk-, krita- och stenkolsmätare, vilken indelning sedan i huvudsak kvarstod.
På grund av 1638 års riksdagsbeslut förordnades, att i alla städer skulle finnas edsvurna mätare, och städerna fick rätt att uppta mätarpengar av alla inkommande varor, något som blev en viktig del i deras inkomster. Redan två år tidigare hade Stockholm genom privilegium erhållit rätt att uppbära tunnepengar. Genom resolution på städernas besvär 1723 stadgades, att mätarhus skulle uppföras i alla de städer, där sådana ej förut fanns. Parmmätare kallades mätarna av hö, vilket såldes efter parm, innan det började säljas efter vikt. I Stockholm upphörde mätningsskyldigheten på inkommande varor med år 1872, och redan ett år tidigare hade det gamla salt- och spannmålsmätarlaget erhållit avsked. Enligt kungligt brev av den 13 juli 1887 skulle mätarna ej längre vara edsvurna.